# Zanfigué
Zanfigué est une commune rurale du Mali de l'arrondissement central de Kouniana, dans le cercle de Kouniana et la région de Koutiala, elle a pour chef-lieu la localité de Bobola-Zangasso.

## Géographie
La localité de Bobola-Zangasso est située à 55 km à l'est-nord-est du chef-lieu régional Koutiala.

## Histoire
La commune de Zanfigué, créée par la loi no 96-059 du 4 novembre 1996 est gérée par un conseil de 17 membres. Monsieur Fousseyni a été le maire de la commune entre 2009 et 2016 et fut remplacé par Mamadou Sacko depuis 2016.

## Population
Lors du recensement de 2009, il comptait 14 841 habitants contre 19 192 habitants en 2019.

## Villages
La commune couvre une superficie de 226 km2 et comprend 11 villages : Djébé, Doubaniana, Sogouasso, Bombala, Soukosso, Niégouana, Karangassodeni, Gouandara, Tiontiéri, Nintiorosso et Bobola-Zangasso (BZ) pour une population totale de 13 466 habitants (recensement de 2001, contre 19 192 habitants en 2019), dont 7 002 hommes (52 %) et 6 464 femmes (48 %).
La commune s'étend sur 12 localités relevées lors du recensement général de 2009. 
Les villages les plus peuplés sont :
- Bobola-Zangasso (3 138 habitants)
- Diébé (2 294 habitants)
- Soukosso (1 602 habitants)

En 2023, la loi 2023-007 attribue à la commune 11 villages, fractions ou quartiers  :
- Bobola-Zangasso
- Diébé
- Doubagnana
- Sogouasso
- Bombala
- Soukosso
- Niégouana
- Karangassodéni
- Gouandara
- Tiontiéri
- Nintiorosso